# Liste der Wappen in der Metropolitanstadt Neapel
Die Liste der Wappen in der Metropolitanstadt Neapel beinhaltet alle in der Wikipedia gelisteten Wappen der Orte in der Metropolitanstadt Neapel (bis 2014 Provinz Neapel) in der Region Kampanien in Italien. In dieser Liste werden die Wappen mit dem Gemeindelink angezeigt. 

## Wappen der Metropolitanstadt Neapel

Neapel
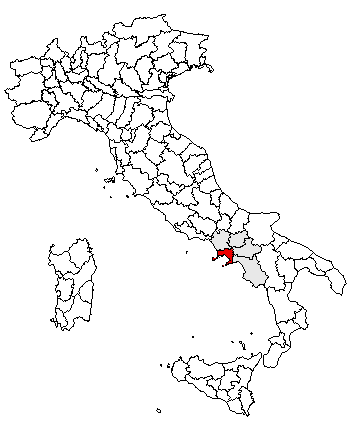
Lage in Italien

## Wappen der Gemeinden der Metropolitanstadt Neapel

Acerra
Afragola
Agerola
Anacapri
Arzano
Bacoli
Barano d’Ischia
Boscoreale
Boscotrecase
Brusciano
Caivano
Calvizzano
Camposano
Capri
Carbonara di Nola
Cardito
Casalnuovo di Napoli
Casamarciano
Casamicciola Terme
Casandrino
Casavatore
Casola di Napoli
Casoria
Castellammare di Stabia
Castello di Cisterna
Cercola
Cicciano
Cimitile
Comiziano
Crispano
Ercolano
Forio
Frattamaggiore
Frattaminore
Giugliano in Campania
Gragnano
Grumo Nevano
Ischia
Lacco Ameno
Lettere
Liveri
Marano di Napoli
Mariglianella
Marigliano
Massa di Somma
Massa Lubrense
Melito di Napoli
Meta
Monte di Procida
Mugnano di Napoli
Neapel
Nola
Ottaviano
Palma Campania
Piano di Sorrento
Pimonte
Poggiomarino
Pollena Trocchia
Pomigliano d’Arco
Pompei
Portici
Pozzuoli
Procida
Qualiano
Quarto
Roccarainola
San Gennaro Vesuviano
San Giorgio a Cremano
San Giuseppe Vesuviano
San Paolo Bel Sito
San Sebastiano al Vesuvio
San Vitaliano
Sant’Agnello
Sant’Anastasia
Sant’Antimo
Sant’Antonio Abate
Santa Maria la Carità
Saviano
Scisciano
Serrara Fontana
Somma Vesuviana
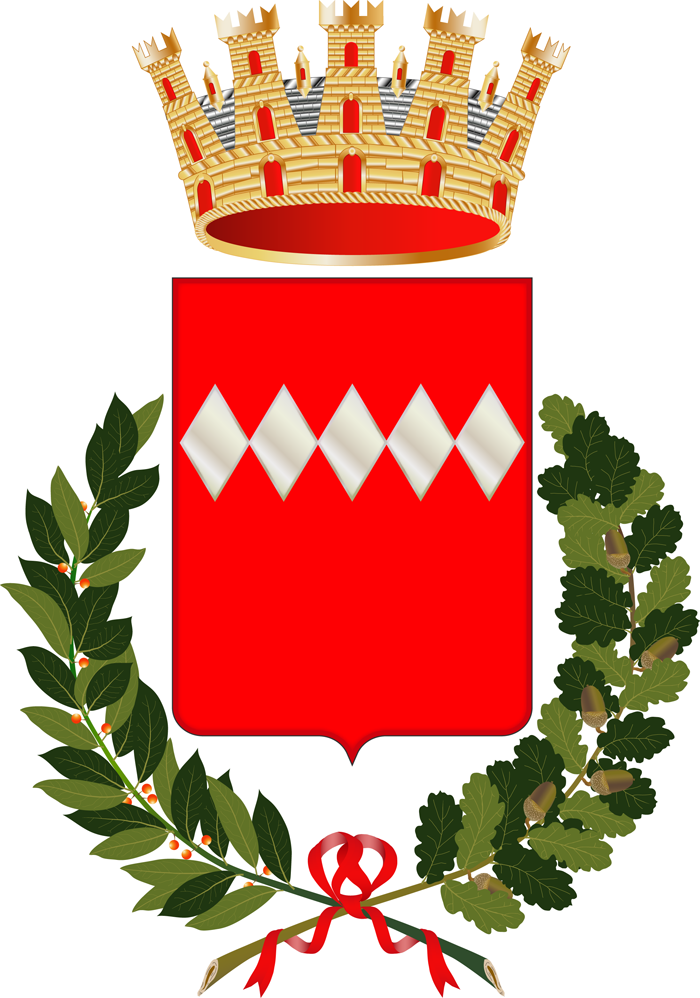
Sorrent
Striano
Terzigno
Torre Annunziata
Torre del Greco
Trecase
Tufino
Vico Equense
Villaricca
Visciano
Volla